# ژان کیکامپوا
ژان کیکامپوا (فرانسوی: Jean Quiquampoix‎؛ زادهٔ ۳ نوامبر ۱۹۹۵) تیرانداز اهل فرانسه است.
وی در مسابقات کشوری و بین‌المللی در مجموع برندهٔ ۱ مدال نقره، ۱ مدال برنز شده‌است.